# Gregory Bateson
Gregory Bateson (9 tháng 5 năm 1904 – 4 tháng 7 năm 1980) là một nhà nhân học, khoa học xã hội, ngôn ngữ học, ký hiệu học, và điểu khiển học người Anh. Công trình học thuật của ông thường trộn lẫn nhiều yếu tố từ đa dạng các lĩnh vực khác nhau. Một số tác phẩm nổi bật của ông bao gồm Steps to an Ecology of Mind (1972) và Mind and Nature (1979).
Tại Palo Alto, California, Bateson và đồng sự đã phát triển lý thuyết ràng buộc kép về tâm thần phân liệt.